# Кубок Испании по футболу 1949/1950
Кубок Испании по футболу 1949/50 — 46-й розыгрыш Кубка Испании по футболу выиграл Атлетик Бильбао. Этот кубок стал семнадцатым в истории команды. 
Соревнование прошло в период с 27 ноября 1949 по 28 мая 1950 года.

## Результаты матчей

### 1/4 финала
| Команда 1       | Итог | Команда 2       | 1-й матч | 2-й матч |
| --------------- | ---- | --------------- | -------- | -------- |
| Атлетик Бильбао | 13:5 | Реал Овьедо     | 8:2      | 5:3      |
| Реал Мадрид     | 6:4  | Атлетико Мадрид | 6:3      | 0:1      |
| Расинг          | 3:6  | Валенсия        | 3:0      | 0:6      |
| Реал Вальядолид | 8:4  | Севилья         | 6:0      | 2:4      |

### 1/2 финала
| Команда 1       | Итог | Команда 2       | 1-й матч | 2-й матч |
| --------------- | ---- | --------------- | -------- | -------- |
| Реал Мадрид     | 3:5  | Реал Вальядолид | 2:2      | 1:3      |
| Атлетик Бильбао | 8:7  | Валенсия        | 5:1      | 3:6      |

### Финал
| 28 мая, 1950                     | \| Атлетик Бильбао \| 4:1 (овертайм) \| Реал Вальядолид \| \| Тельмо Сарра 14′, 94′, 96′, 116′ \| Голы \| Коке 85′ \| | Чамартин, Мадрид |
| Атлетик Бильбао                  | 4:1 (овертайм) | Реал Вальядолид  |
| Тельмо Сарра 14′, 94′, 96′, 116′ | Голы | Коке 85′         |